# Zundert (plaats)

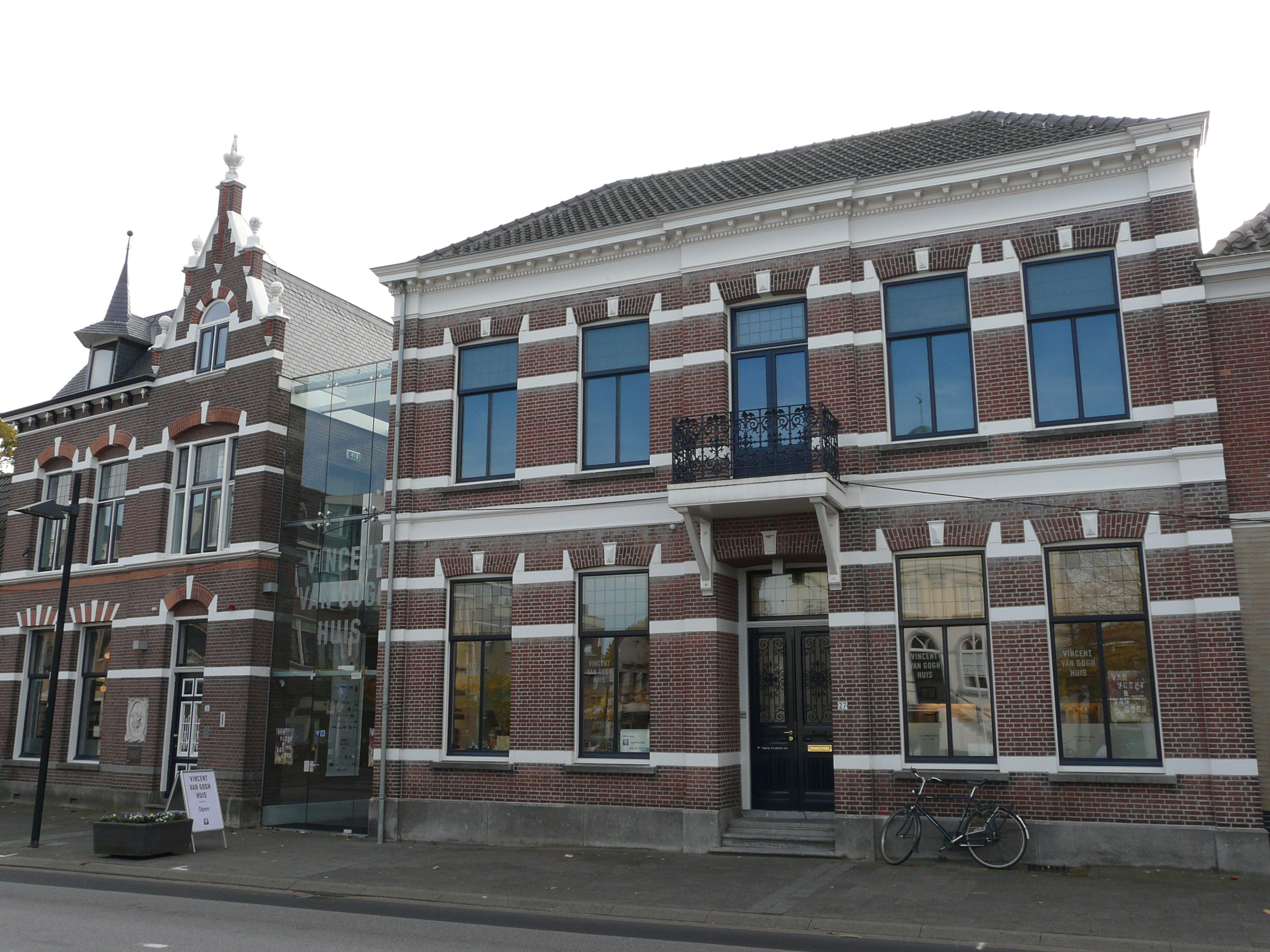
Van Goghhuis

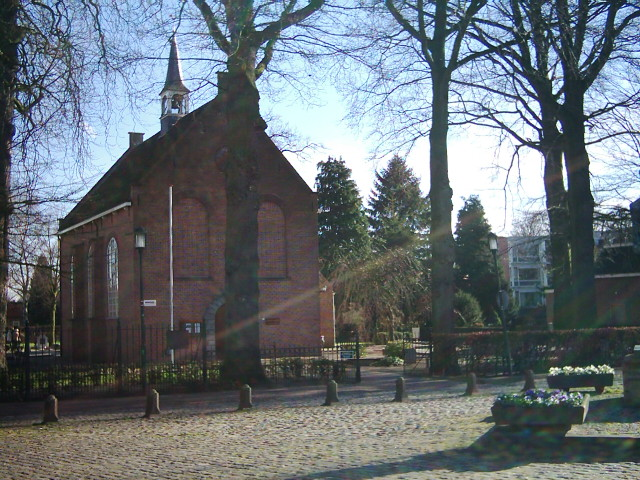
Van Goghkerkje bij het Vincent van Goghplein

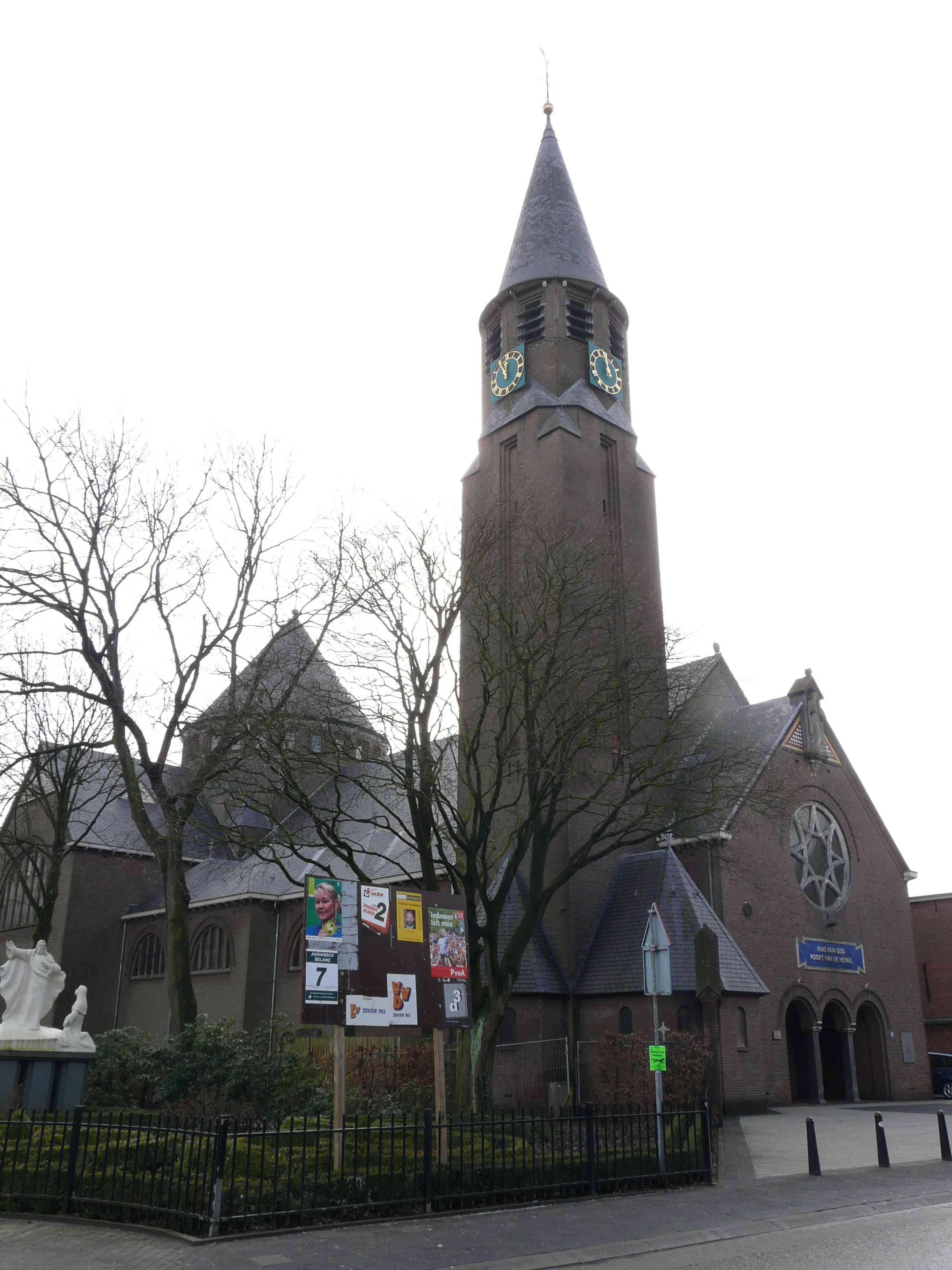
Sint-Trudokerk

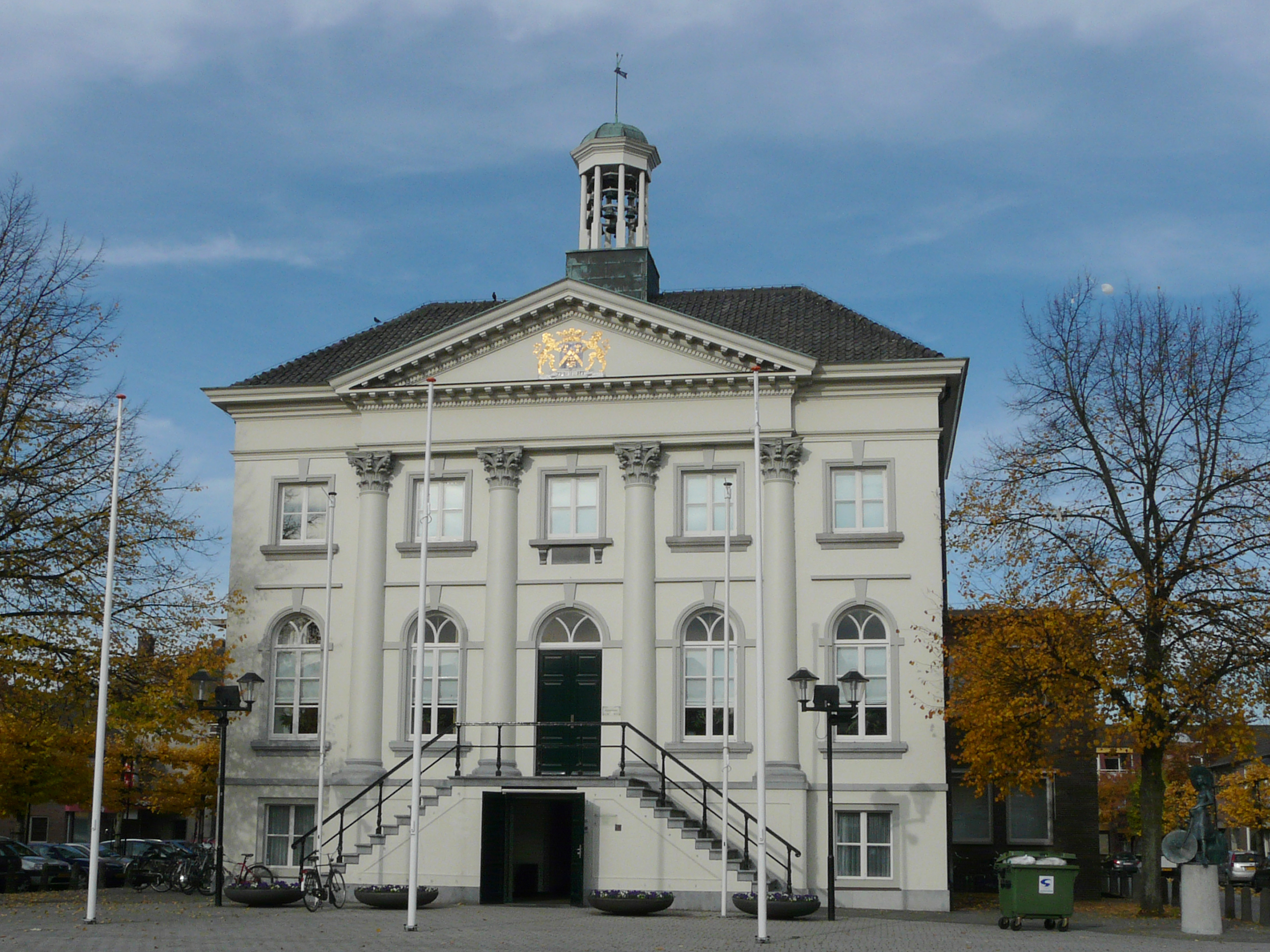
Raadhuis

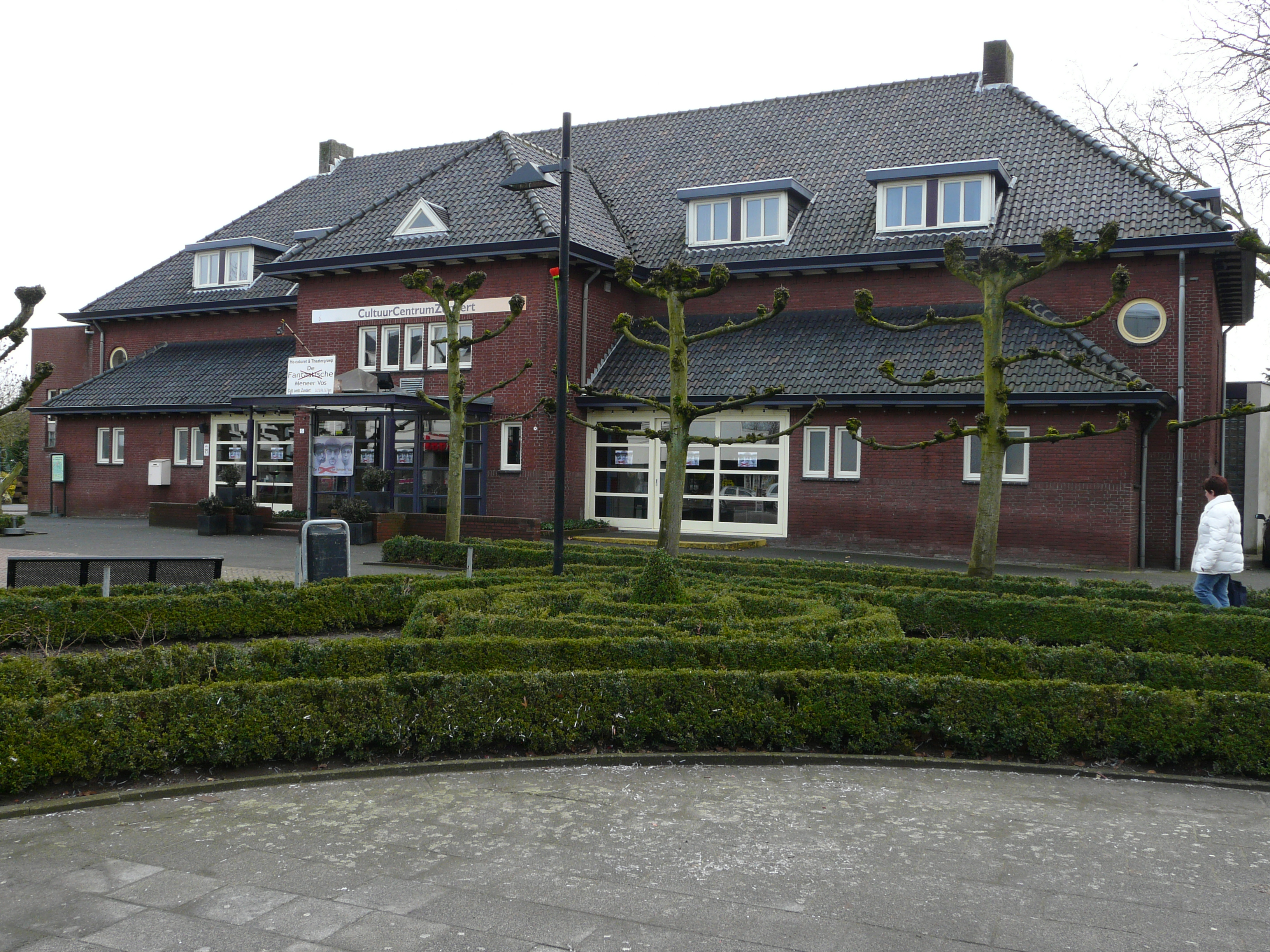
Cultureel Centrum Zundert

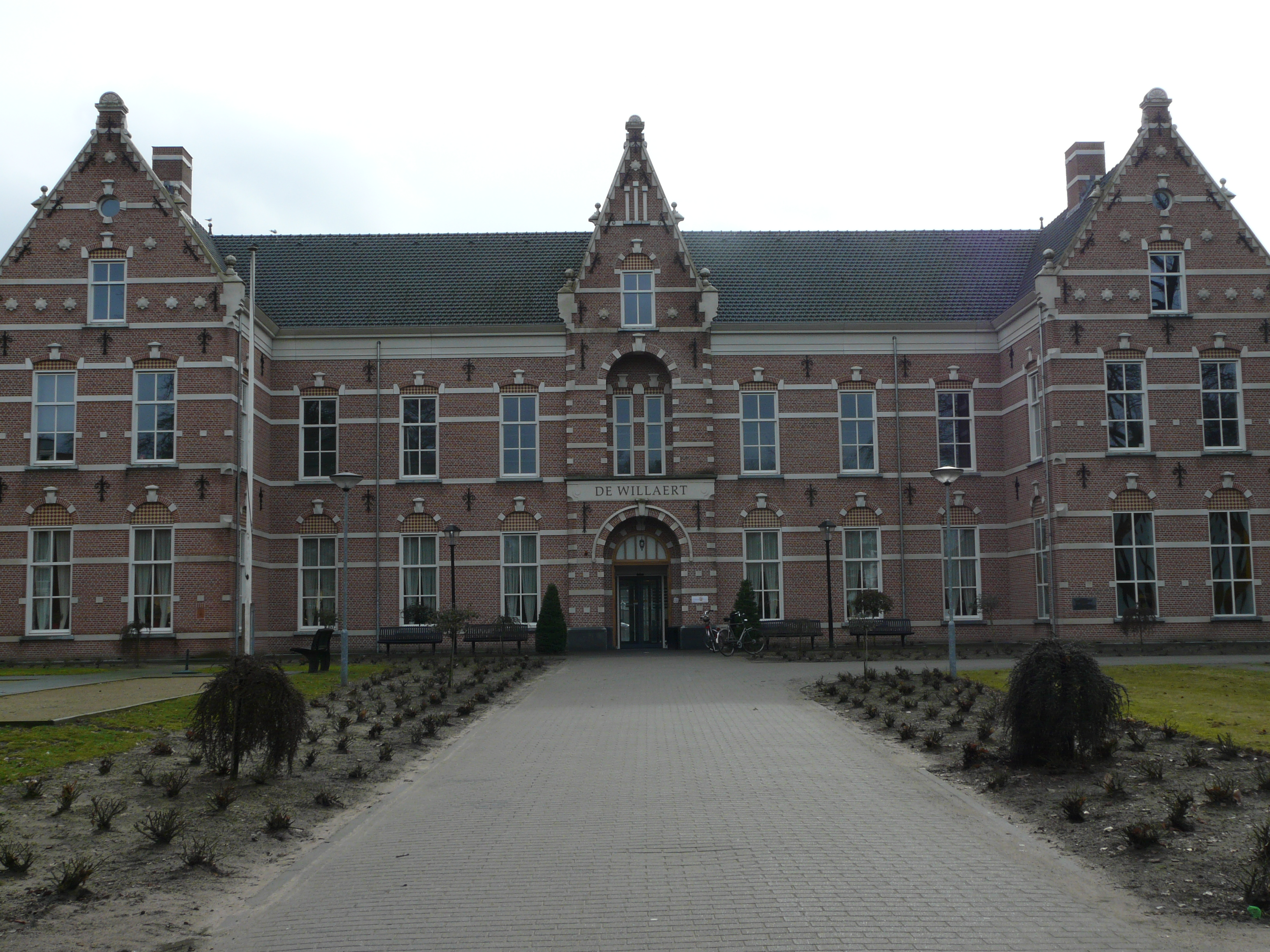
Zorginstelling voor ouderen De Willaert

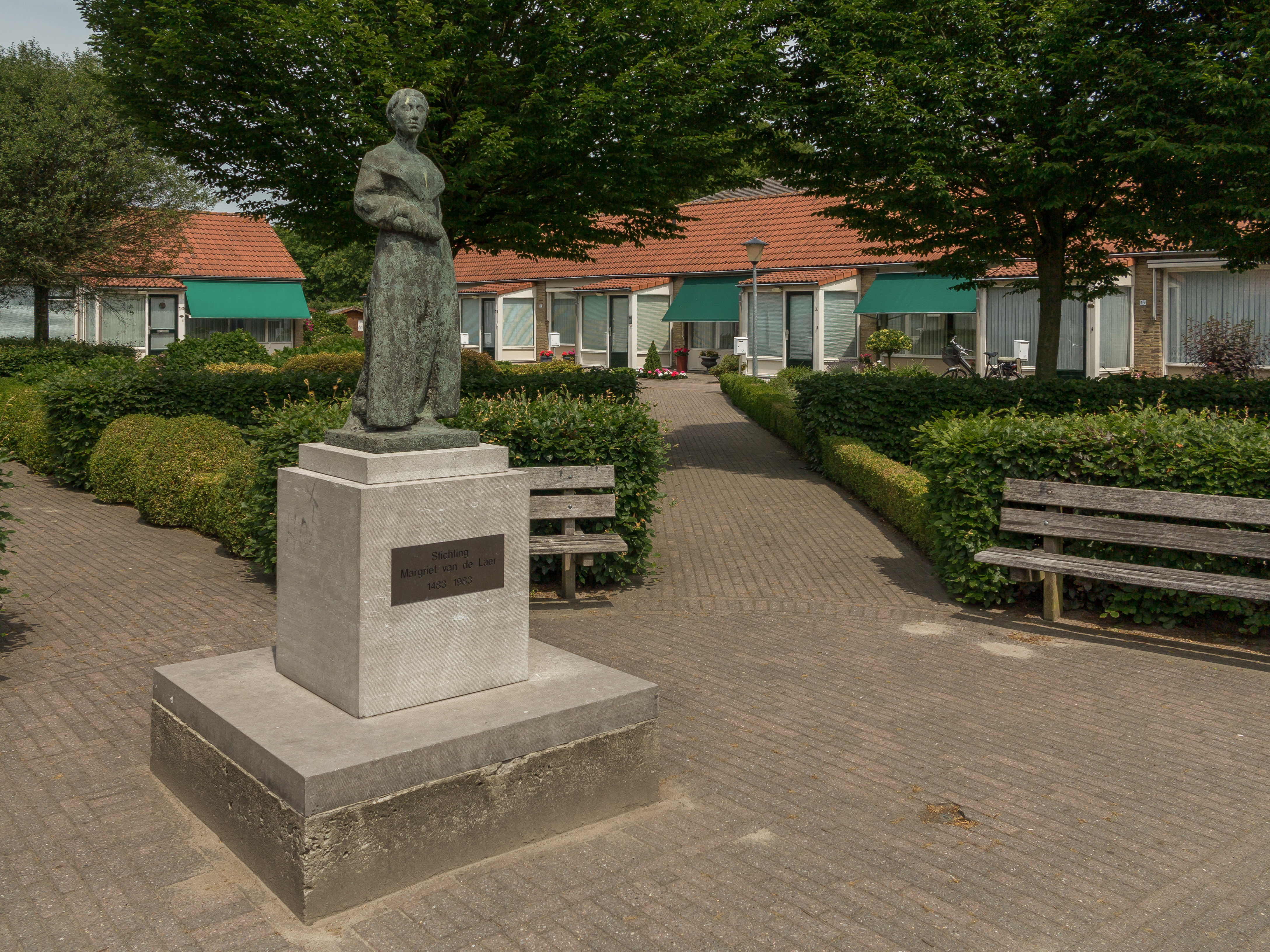
Standbeeld Margriet van der Laer

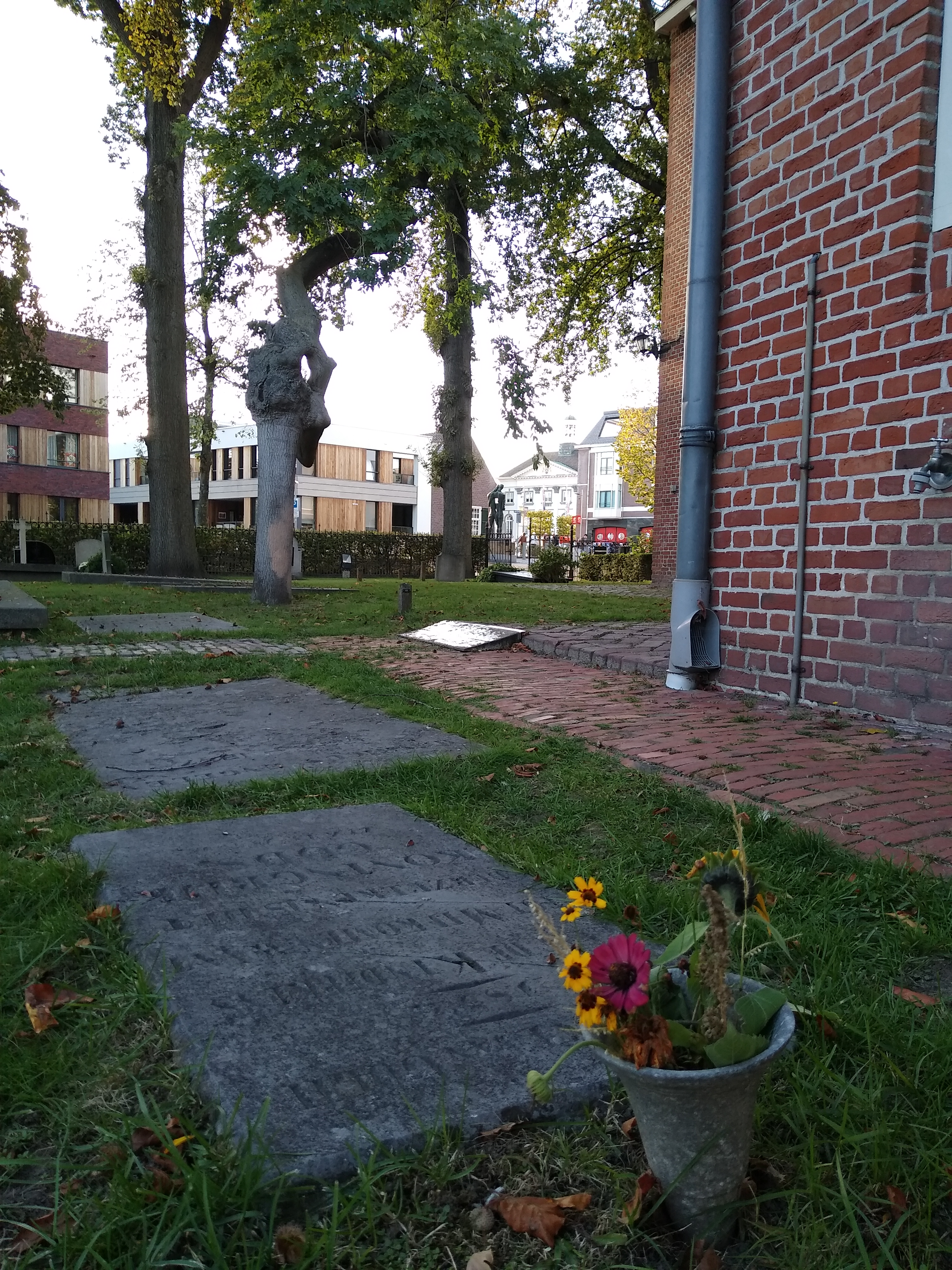
Vincent van Gogh; graf van de in 1852 doodgeboren en gelijknamige eerder geboren broer van de schilder (voorgrond)

Zundert is een dorp in de Nederlandse gemeente Zundert, in de provincie Noord-Brabant. Het dorp telt per 1 januari 2023 8.555 inwoners (CBS). Zundert ligt ten zuiden van Etten-Leur en Breda langs de Bredaseweg, zuidelijk van Rijsbergen.

## Etymologie
De naam 'Zundert' komen we voor het eerst tegen in een akte van 1157, waarbij de bisschop van Luik de schenking van tienden van Sunderda aan de Abdij van Tongerlo bevestigt. Naamsverklaringen als afkomstig van de Germaanse godin Sandraudiga, dan wel afgezonderd, worden tegenwoordig verworpen. De betekenis wordt tegenwoordig gezocht in: zuid-aarde, land in het zuiden. Het huidige dorp Zundert is voortgekomen uit de herdgang Groot-Zundert, die naast Klein-Zundert bestond.

## Geschiedenis
De omgeving van Zundert is al sinds langere tijd bewoond. Archeologische vondsten tonen bewoning aan in de 2e eeuw v.Chr. Ook vondsten uit de Romeinse tijd zijn aangetroffen. Vermoedelijk is er gedurende langere tijd daarna nauwelijks bewoning geweest. In 1157 duikt de naam voor het eerst in schriftelijke bronnen op. Er zou dan sprake zijn van een kapel op Raamberg.
In latere tijd waren er drie heerlijkheden: Zundert-Hertog, Zundert-Nassau (sinds 1388 behorend tot de Baronie van Breda en aldus sinds 1404 in het bezit van Huis Nassau) en Wernhout. Slechts Wernhout bezat de hoge heerlijke rechten. Zundert-Hertog omvatte slechts de kern van het huidige Zundert. Er bevond zich tot 1810 een schepenbank in Zundert.
De parochie Zundert is jonger dan die van Klein-Zundert en die van Rijsbergen. Ze moet ontstaan zijn tussen 1233 en 1278. De parochiekerk was gewijd aan Sint-Trudo en dateert uit de 16e eeuw. Ze werd gesloopt in 1928, toen de nieuwe kerk werd ingewijd. De toren was eigendom van de gemeente en bleef aanvankelijk behouden. Deze werd echter in 1940 eveneens gesloopt.
In 1842 kwamen de Zusters Franciscanessen naar Zundert. Ze stichtten daar het Sint-Annaklooster met internaat aan de Molenstraat 13. Voluit ging het om de Zusters Franciscanessen Penitenten Recollectinen van de Onbevlekte Ontvangenis van Maria. De zusters stichtten een aantal scholen voor onderwijs aan meisjes, en een kleuterschool. Hoewel de zusters in 1999 vertrokken, is het klooster nog steeds aanwezig, en het is geklasseerd als rijksmonument. Het huis, dat aan de voorzijde nog uit het stichtingsjaar stamt, heeft kenmerken van neoclassicisme en neorenaissancestijl. Het werd uitgebreid met onder meer een kapel (1900) in chaletstijl. Na 1950 werden ook een aantal scholen bijgebouwd. Het klooster werd anno 2011, na 12 jaar leegstand, gerenoveerd tot een multifunctioneel complex met winkels en horeca, en appartementen. De kapel blijft gereserveerd voor culturele manifestaties.
De protestanten, die hun kerk in de Franse tijd kwijt raakten, kregen daarvoor in de plaats een Napoleonskerk. Dit werd het latere Van Goghkerkje, gebouwd in 1805. Deze kerk staat ten dienste van de protestanten in de gehele gemeente Zundert.

## Economie
Economisch was Zundert vanouds afhankelijk van de turfwinning. Oorspronkelijk lag hier een uitgestrekt hoogveengebied, ten gevolge van stagnerende afwatering. Nadat het veen eind 17e eeuw uitgeput raakte, werd vanaf de 18e eeuw, een begin gemaakt met ontginning tot weilanden en bos. In 1846 ontstond de eerste boomkwekerij, aanvankelijk een werkverschaffingsproject, waaraan ook de toenmalige burgemeester Gaspar van Beckhoven veel heeft bijgedragen. Vanaf 1870 werd deze tak van tuinbouw zeer belangrijk en Zundert werd hierdoor zelfs internationaal bekend. Aanvankelijk werden er naaldbomen geteeld. Tegenwoordig zijn er 400 kwekers die in totaal 1.500 ha oppervlakte in gebruik hebben. 40% van de beroepsbevolking is in de boomteelt werkzaam. Men is gespecialiseerd in gewassen voor boom- en haagplantsoenen. De 33 ha dahliavelden dienen echter niet voor de handel, doch deze leveren de dahlia's voor het bloemencorso.
Zundert kende ook een bescheiden industrie. Deze omvatte de brouwerij "Cambrinus", sigarenfabriek "'t Moortje"", de steenfabriek van Kennis op Egeldonk, en de strohulzenfabriek van Pillot & Van Beek. Van de oudere fabrieken is enkel de drukkerij van W. Vosselmans, uit 1902, overgebleven.
De meeste winkels, die op zondag geopend mogen zijn, liggen in de kern van Zundert (Molenstraat). Voor verdere inkopen zijn de inwoners met name georiënteerd op Breda, Etten-Leur en Roosendaal. De koopavond is op vrijdag tot 21:00 uur.
Weekmarkt is op het Nassauplein in Zundert op donderdagmorgen van 11:00 tot 16:00 uur.

## Bezienswaardigheden
- Het Van Goghkerkje, aan Vincent van Goghplein 1, is de protestantse kerk uit 1805. Hier was onder andere Theo van Gogh, de vader van Vincent van Gogh, predikant. Het kerkje bevindt zich aan het Vincent van Goghplein. Voor de kerk staat een standbeeld van Vincent en Theo van Gogh door de Franse kunstenaar Ossip Zadkine, uit 1963.
- Het Van Goghhuis, aan Markt 26-27, is een kunstcentrum en documentatiecentrum met betrekking tot Vincent van Gogh.
- De Sint-Trudokerk aan Molenstraat 7, is een neoromaanse kerk naar een ontwerp van Jan Stuyt uit 1927. De bijbehorende pastorie aan Molenstraat 9 is een herenhuis uit 1775, deels in empirestijl. In 1777 werden door D. Verrijk, beschilderde behangsels aangebracht in een voorkamer van dit huis. Naast de kerk staat een Heilig Hartbeeld (1949) van Steph Uiterwaal.
- Het Raadhuis, aan Markt 1, is een gebouw uit 1966. Het voorste gedeelte is een kopie van een neoclassicistisch gebouw uit 1830, ontworpen door Pieter Huijsers. De voorgevel heeft een fronton, rustend op pilasters.
- Het voormalig Sint-Annaklooster aan Molenstraat 13, deels uit 1843 en met een kapel uit 1900.
- De Abdij Maria Toevlucht, een Trappistenabdij uit 1899, nabij het landgoed De Moeren.
- De Akkermolen, een standerdmolen aan de Akkermolenweg 13, oorspronkelijk uit 1625.
- Landhuizen op de landgoederen De Moeren en Wallsteijn.
- Tot de boerderijen behoren:
  - De langgevelboerderij aan Moersebaan 2, met 18e-eeuwse houten schuur
  - Huis Vredeoord aan Moersebaan 8-10 is een langgevenboerderij met dakruiter uit ongeveer 1800.

## Natuur
Zundert is gelegen nabij het stroomdal van de Aa of Weerijs. Deze rivier loopt ten zuidoosten van het dorp. Het dorp is omgeven door land- en tuinbouwgebied. Wat verder van het dorp liggen een aantal natuurgebieden, en landgoederen, namelijk:
- Natuurgebied Wallsteijn met de Oude Buisse Heide, gelegen 4 km ten westen van Zundert.[4]
- Natuurgebied De Moeren, op 3 km ten westen van Zundert.
- Natuurgebied De Reten, op 5 km ten westen van Zundert.
- Natuurgebied Lange Maten, op 6 km ten noordwesten van Zundert.
- Particuliere landgoederen: De Moeren, Veldekensberg, en De Biekorf, in totaal 228 ha, bestaande uit bos, heide en cultuurgrond. Broedgebied voor sperwer, boomvalk, ransuil, steenuil, roodborsttapuit en vuurgoudhaantje. Gelegen op ongeveer 4 km ten westen van Zundert.
- Particulier landgoed Klein-Zundertse Heide, op 3 km ten noorden van Zundert. Een jonge heide-ontginning met naaldbossen en cultuurgrond, poelen, wegbeplantingen en beplantingen langs kavelgrenzen. Hier broeden patrijs en geelgors.
- Natuurgebied Gooren en Krochten, op 2 km ten zuidoosten van Zundert.

## Evenementen
Evenementen in Zundert:
- Bloemencorso Zundert: het grootste dahliacorso ter wereld, jaarlijks op de eerste zondag in september.
- Autour de Vincent: jaarlijks cultureel evenement bij het standbeeld van Vincent en zijn broer Theo van Gogh. Dit evenement is in 2004 nog eenmaal gehouden ter ere van Vincent van Goghs geboortejaar. Stichting Rotor is de organisator van het festival. Op dit moment houden zij zich bezig met kleinere culturele activiteiten.
- Carnaval: sinds 2003 vindt er in Zundert weer een carnavalsviering plaats. Zundert heeft op zaterdagmiddag een optocht door het centrum en de burgemeester overhandigt de sleutel op het bordes van het gemeentehuis aan de Markt, tegenover de plaats waar het voormalige geboortehuis van Vincent van Gogh heeft gestaan. Zundert heet tijdens de carnaval Banaonblussersrijk (sinds 2003, vroeger was de carnavalsnaam het Maonblussersrijk).
- Aardbeienfeesten: in het 2e weekend in juni organiseren de Zundertse ondernemingen een braderie, met als hoogtepunt de maquettepresentatie van het bloemencorso. Ook wordt de volgorde van de bloemencorsowagens verteld en is er een kermis aanwezig.[5]
- Kunstroute Zundert: kunstenaars houden open huis (mei).

## Verkeer en vervoer
Over de weg is Zundert bereikbaar via de A16 en de N263. Zundert is ook bereikbaar met het openbaar vervoer per bus van Arriva door middel van lijn 115: Made - Breda - Zundert, lijn 220: Klein Zundert - Roosendaal en lijn 225: Etten-Leur - Zundert

## Geboren in Zundert
- Vincent van Gogh (1853-1890), schilder. Op de plaats van zijn geboortehuis (Markt 29) gedenkt een gevelsteen zijn geboorte. Het huis is inmiddels afgebroken, maar het standbeeld van Vincent en zijn broer Theo siert het Vincent van Goghplein.
- Theo van Gogh (1857-1891), kunsthandelaar. Broer van schilder Vincent van Gogh en overgrootvader van filmregisseur Theo van Gogh.
- Wil van Gogh (1862-1941), feministe, lid van de familie Van Gogh en de jongste zus van kunstschilder Vincent van Gogh en kunsthandelaar Theo van Gogh.
- Henri Jacobus Cornelis van Ginneken (1891-1960), politicus
- Janus Braspennincx (1903-1977), wielrenner
- Guus Dam (1951), acteur
- Peter Hoppenbrouwers (1954-2023), historicus
- Wim Voermans (1961), jurist en hoogleraar staats- en bestuursrecht aan de Universiteit Leiden
- Jelle Nijdam (1963), wielrenner
- Jan Siemons (1964), wielrenner en voorheen seksclubuitbater
- Marc Siemons (1966), wielrenner
- Guido Pollemans (1977) acteur
- Willemijn van Hees (1977), politica;  burgemeester van Heusden
- Jan van den Bergh (1995), voetballer

## Nabijgelegen kernen
Achtmaal, Klein-Zundert, Meer, Rijsbergen, Schijf en Wernhout.

## Partnersteden
- Auvers-sur-Oise (Frankrijk)
- Karo (Indonesië)

Dorpen: Achtmaal · Klein-Zundert · Rijsbergen · Wernhout · Zundert

Buurtschappen: Breedschot · De Kruispad · De Lent · Driehoek · Hazeldonk · Hellegat · Hulsdonk · Kaarschot · Klein-Oekel · Luitert · Maalbergen · Moeren · Oekel · Ostaaijen · Raamberg · Stuivezand · Tiggelt · Tiggeltscheberg · Weimeren · Wernhoutsburg · Wildert

Noord-Brabant: Steden en dorpen      Nederland: Provincies · Gemeenten